# Jan Hinnekens
Jan Hinnekens (Tielt, 16 mei 1927 – Heverlee, 5 oktober 2013) was een Belgisch bestuurder.

## Levensloop
Hinnekens studeerde aan de Katholieke Universiteit Leuven, alwaar hij afstudeerde als doctor in de rechten in 1950 en licentiaat in de economische wetenschappen in 1951. In 1953 trad hij in dienst bij de Boerenbond, waarvan hij in 1959 adjunct-algemeen secretaris werd. Kort daaropvolgend werd hij aangesteld als algemeen secretaris van deze organisatie, in 1979 werd hij er ondervoorzitter en twee jaar later voorzitter. Op Europees niveau was hij voorzitter van de Confédération des Organisations Professionnelles Agricoles (COPA).
In deze opeenvolgende leidinggevende functies kreeg Jan Hinnekens de opdracht om de leden te begeleiden naar een totaal nieuwe situatie van moderne bedrijfsvoering met verruimde Europese landbouwmarkten, alsook om de Boerenbond te herstructureren, zo werden de Boerengilden opgesplitst in Landelijke Gilden en bedrijfsgilden. Door zijn voorzitterschap behoorde hij samen met de voorzitters van de werknemers- en werkgeversorganisaties tot de top van het Belgisch sociaal en politiek leven.
Daarnaast was hij regent bij de Nationale Bank van België, voorzitter van het Wit-Gele Kruis, bestuurder van de Katholieke Universiteit Leuven en voorzitter van het KTRC en de KTRO.
Zijn uitvaartplechtigheid vond plaats in de Sint-Jan de Doperkerk te Leuven.

## Onderscheidingen
- Ridder van Oranje Nassau
- Commandeur in de Orde van Sint-Gregorius de Grote